# Arthur Leipzig
Arthur Leipzig, rodným jménem Isidore Leipzig (25. října 1918 – 5. prosince 2014), byl americký fotograf, který se věnoval převážně pouliční fotografii. Narodil se v Brooklynu a poté, co si v zaměstnání poranil pravou ruku, začal studoval fotografii v rámci kolektivu Photo League; na počátku čtyřicátých let začal fotografovat v newyorských ulicích. Jeho dílo bylo vystavováno například v newyorském Muzeu moderního umění, ve washingtonské National Portrait Gallery či ve Francouzské národní knihovně v Paříži. Zemřel ve vesnici Sea Cliff ve věku 96 let.